# Partido Liberal Paulista
Partido Liberal Paulista (PLP) foi um partido político criado no estado de São Paulo durante a Era Vargas, Segunda República Brasileira, em 18 de fevereiro de 1933, por voluntários que combateram na Revolução Constitucionalista de 1932.
Propondo-se a lutar também pelo saneamento dos costumes políticos, pela independência e preeminência do Poder Judiciário e pela educação religiosa da juventude, o Partido Liberal Paulista não apresentou candidatos às eleições de maio de 1933 para a Assembleia Nacional Constituinte. Segundo seus estatutos, a indicação de candidatos seria atribuição das convenções de delegados do eleitorado devidamente inscritos e não houve tempo para convocá-las.
Segundo Henrique Monteiro, secretário do partido, num determinado momento teria sido cogitada a ideia de prestigiar os candidatos apresentados pela Federação dos Voluntários, cujo programa concordava com os objetivos do Partido Liberal Paulista.
Não desejando dispersar os votos, o Partido Liberal Paulista preferiu finalmente apresentar uma fórmula para a escolha da Chapa Única por São Paulo Unido: caberia ao presidente do Tribunal Regional Eleitoral indicar os candidatos e fixar os princípios pelos quais a bancada paulista deveria bater-se na Constituinte.
No mês de março, alguns dissidentes do Partido Republicano Paulista, chefiados por Ataliba Leonel, filiaram-se ao Partido Liberal Paulista, anunciando que Fernando de Sousa Costa, ex-chefe do PRP, pretendia fazer o mesmo.